# Thirlmere
Thirlmere – miasto w Australii, w stanie Nowa Południowa Walia.